# Карф, Мона Мэй
Мона Мэй Карф (урождённая Мина Ротнер, англ. Mona May Karff; 20 октября 1908, Секуряны, Хотинский уезд, Бессарабская губерния — 10 января 1998, Манхэттен, Нью-Йорк) — американская, ранее — палестинская шахматистка, международный мастер среди женщин (1950). Семикратная чемпионка США среди женщин (1938, 1941, 1942, 1946, 1948, 1953 и 1974).

## Биография
Родилась 20 октября 1908 года в Секурянах Хотинского уезда. В начале 1920-х годов переехала с семьёй в подмандатную Палестину, где её отец Авив Ротнер стал одним из самых богатых в стране землевладельцев. Семья жила в Тель-Авиве. Играть в шахматы начала в 9 лет под руководством отца. 
3 февраля 1927 года в американском консульстве в Иерусалиме заключила брак со своим кузеном, адвокатом Эйбом Карфом (англ. Abraham Samuel Karff, при рождении Карвасарский; 1901, Секуряны — 1995, Бостон), который с 1925 года был гражданином США. 15 апреля 1927 года Мина Карф с мужем через Шербур-Октевиль на трансатлантическом лайнере Aquitania прибыла в Нью-Йорк и поселилась в Бостоне. 8 января 1936 года в Неваде Эйбрахам Карфф подал иск о расторжении брака с Миной Карфф.
В петиции о натурализации от 13 мая 1930 года Карфф запросила об официальной смене имени с Mina Karff на May Karff (гражданство США она получила в 1937 году). До 1948 года выступала под именем N. May Karff и May Karff, затем Mona Karff и, наконец, с 1952 года стала известна как Mona May Karff.
В 1937 году на чемпионате мира среди женщин в Стокгольме выступала за Палестину (заняла 6-е место), а на чемпионате мира в Буэнос-Айресе в 1939 году уже играла за США (заняла 5-е место). 
При образовании ФИДЕ в 1950 году стала одной из четырёх американских шахматисток, получивших звание международного мастера. 
Семь раз становилась чемпионкой Соединённых Штатов среди женщин с 1938 по 1974 год (1938, 1941, 1943, 1946, 1948, 1953 и 1974, — в последний раз в возрасте 60 лет), четыре раза подряд побеждала на открытом чемпионате США.
На шахматном турнире 1937 года в Берлине Мона Мэй Карф поставила О. Лугач (O. Lugatsch) мат в десять ходов. Эта партия, опубликованная в декабрьском номере журнала Chess Review за 1937 год (шахматное обозрение, стр. 270), вошла в сборники коротких шахматных партий под названием «мат в самолёте» («airplane checkmate»).
Помимо игры в шахматы Карф сумела разбогатеть на биржевых операциях, коллекционировала современное искусство и занималась филантропической деятельностью — в частности субсидировала научные исследования в институте Вейцмана в Реховоте через The Mona May Karff Research Fund.

## Семья
Мона Мэй Карфф на протяжении многих лет жила в Нью-Йорке в гражданском браке с шахматистом Эдвардом Ласкером.